# Сім'я Вести
Сім'я Вести — одна з доволі великих і відомих сімей астероїдів, що об'єднує майже всі астероїди спектрального класу V, які перебувають безпосередньо біля астероїда 4 Веста. Близько 6 % від усіх астероїдів головного поясу належать саме до цієї сім'ї.

## Характеристики

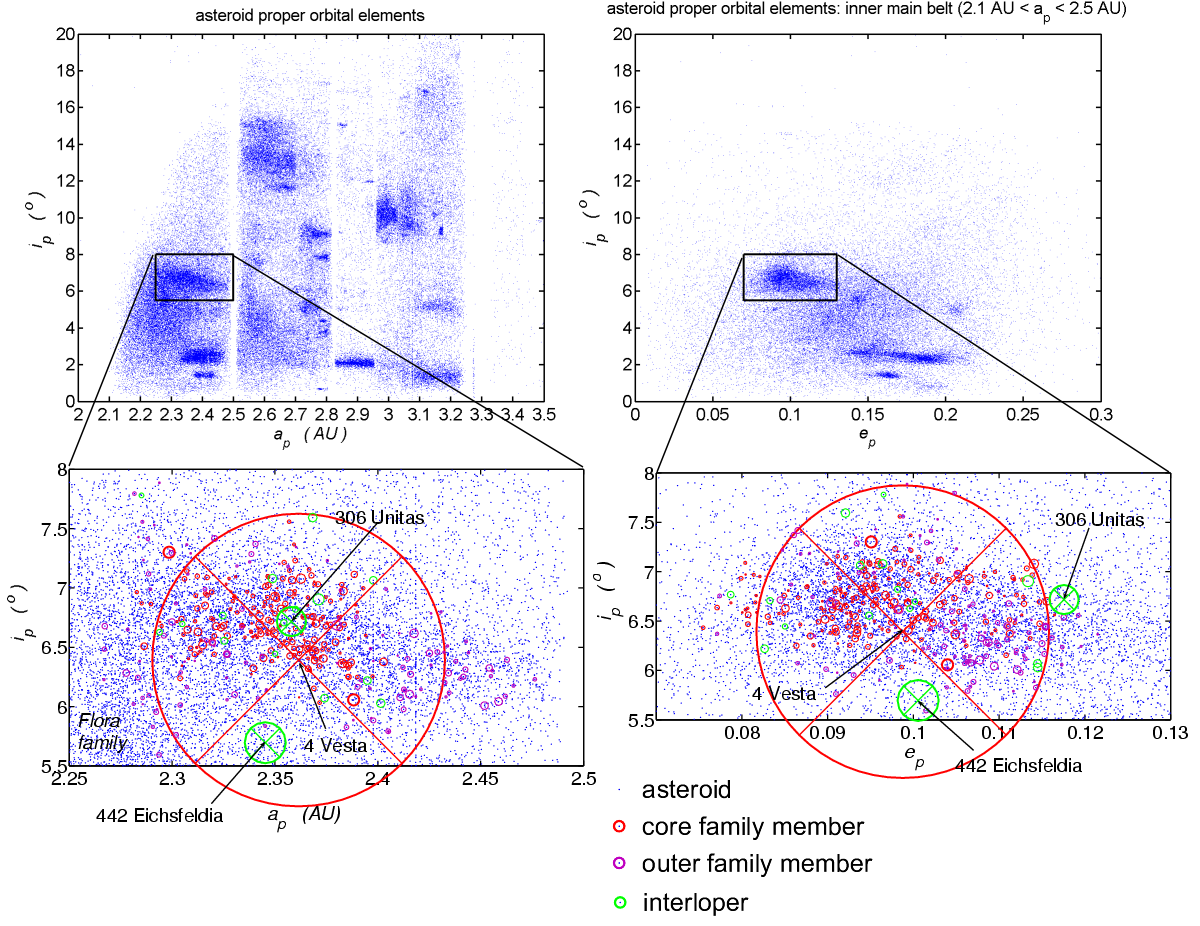
Розташування та структура сім'ї Вести

Основна маса астероїдів цієї сім'ї зосереджена в астероїді Веста (середній діаметр — 530 км), другому за розмірами астероїді Сонячної системи. Інші астероїди за розмірами сильно поступаються Весті та мають діаметр, менший за 10 км. Найяскравіші з них — це астероїди 1929 Коллаа і 2045 Пекін, але навіть у них зоряна величина не перевищує 12,2m, що дозволяє оцінити їхній розмір в 7,5 км (якщо рахувати, що вони мають такі ж альбедо, як і Веста; якщо їхня поверхня є темнішою, то розміри можуть бути і більшими).
Вважається, що сім'я утворилася в результаті зіткнення Вести з великим астероїдом, який вибив з її поверхні величезну кількість уламків, що стали самостійними астероїдами сім'ї, та залишив величезний кратер на південному полюсі Вести (розмірами 460 км у поперечнику та 13 км в глибину, що сумірно з розмірами самого астероїда). HED-метеорити, які іноді знаходять на Землі, також є результатом цього зіткнення.
До сім'ї також належить декілька астероїдів класу J, які також є продуктами зіткнення, але, на відміну від астероїдів класу V, вони були викинуті з більш глибоких шарів Вести.
В результаті статистичного аналізу параметрів орбіт астероїдів сім'ї Вести, було встановлено основний діапазон орбітальних елементів астероїдів цієї сім'ї:
|     | ap         | ep    | ip   |
| --- | ---------- | ----- | ---- |
| min | 2,26 a. о. | 0,075 | 5,6° |
| max | 2,48 a. о. | 0,122 | 7,9° |

Це дозволяє приблизно оцінити межі сім'ї для сучасної епохи:
|     | a          | e     | i    |
| --- | ---------- | ----- | ---- |
| min | 2,26 а. о. | 0,035 | 5,0° |
| max | 2,48 а. о. | 0,162 | 8,3° |

Цей аналіз дозволив встановити, що кількість астероїдів сім'ї Вести становить 235 астероїдів. Наступні дослідження 2005 року збільшили чисельність сім'ї до 6051 астероїда, що становить 6 % від усіх відкритих астероїдів.

## Винятки
Спектроскопічний аналіз показав, що не всі астероїди, які належать до цієї сім'ї, є уламками, викинутими з Вести. Згідно зі спектральними даними, вони не належать ні до астероїдів класу V, ні до астероїдів класу J, але, тим не менш, мають схожі з сім'єю параметри орбіт. До них належать такі астероїди як:
| - 306 Юнітас - 442 Айхсфельдія - 1697 Коскенніемі - 1781 Ван Бісбрук | - 2024 Маклафлін - 2029 Біном - 2086 Ньюелл - 2346 Ліліо |